# 沈采街道
沈采街道，是中华人民共和国辽宁省盘锦市兴隆台区下辖的一个乡镇级行政单位。“沈采”就是沈阳采油厂的职工住宅区，地在新民市兴隆堡镇和兴隆镇交界处，但因采油厂隶属于总部位于盘锦市的辽河油田，所以沈采街道在行政上也隶属于盘锦市。

## 行政区划
沈采街道下辖以下地区：
彩虹社区、宏伟社区、光明社区和高升社区。